# Vattenkraftens historia

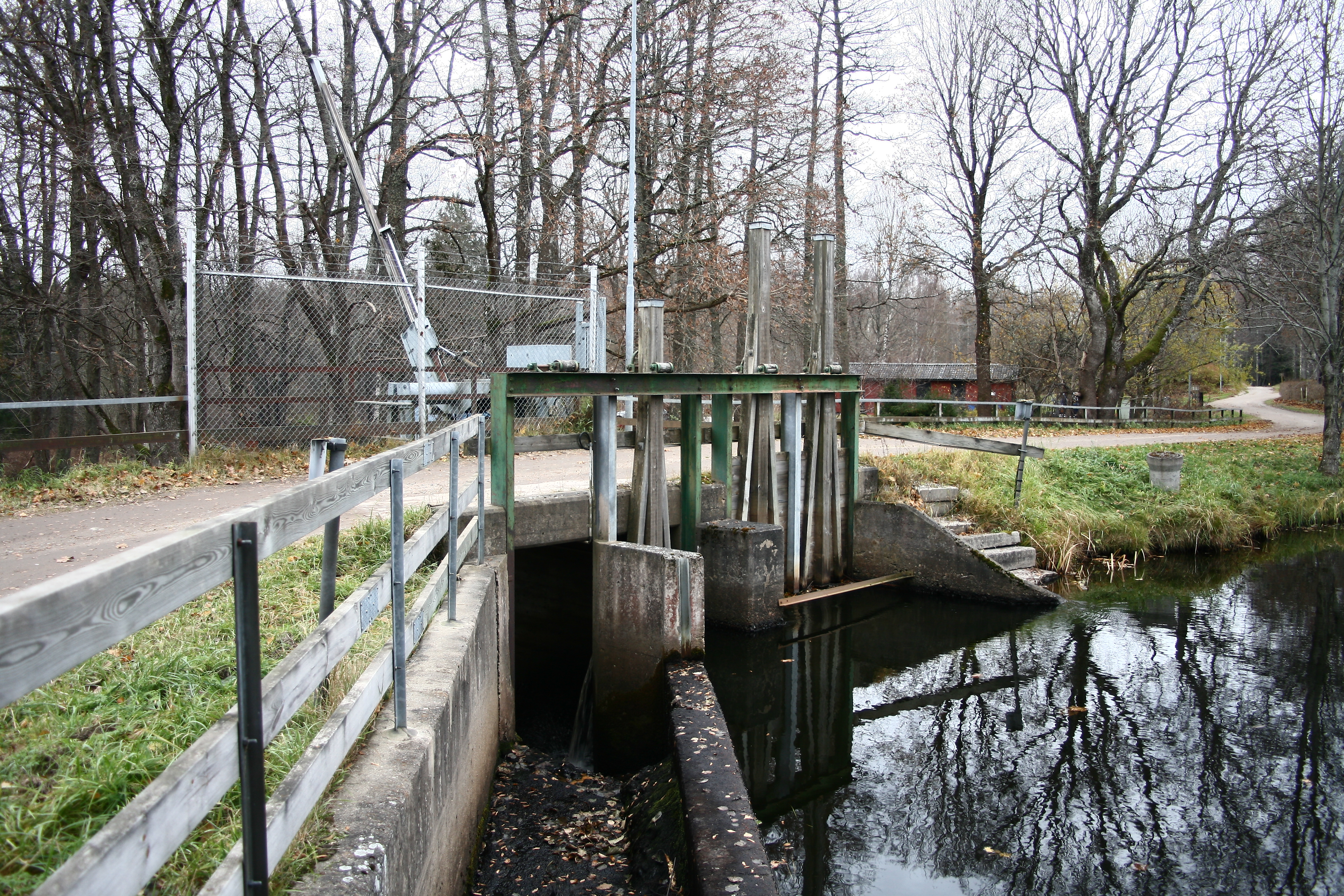
Liten kraftverksdamm med bro och dammluckor vid Skogaholms bruk i Närke.

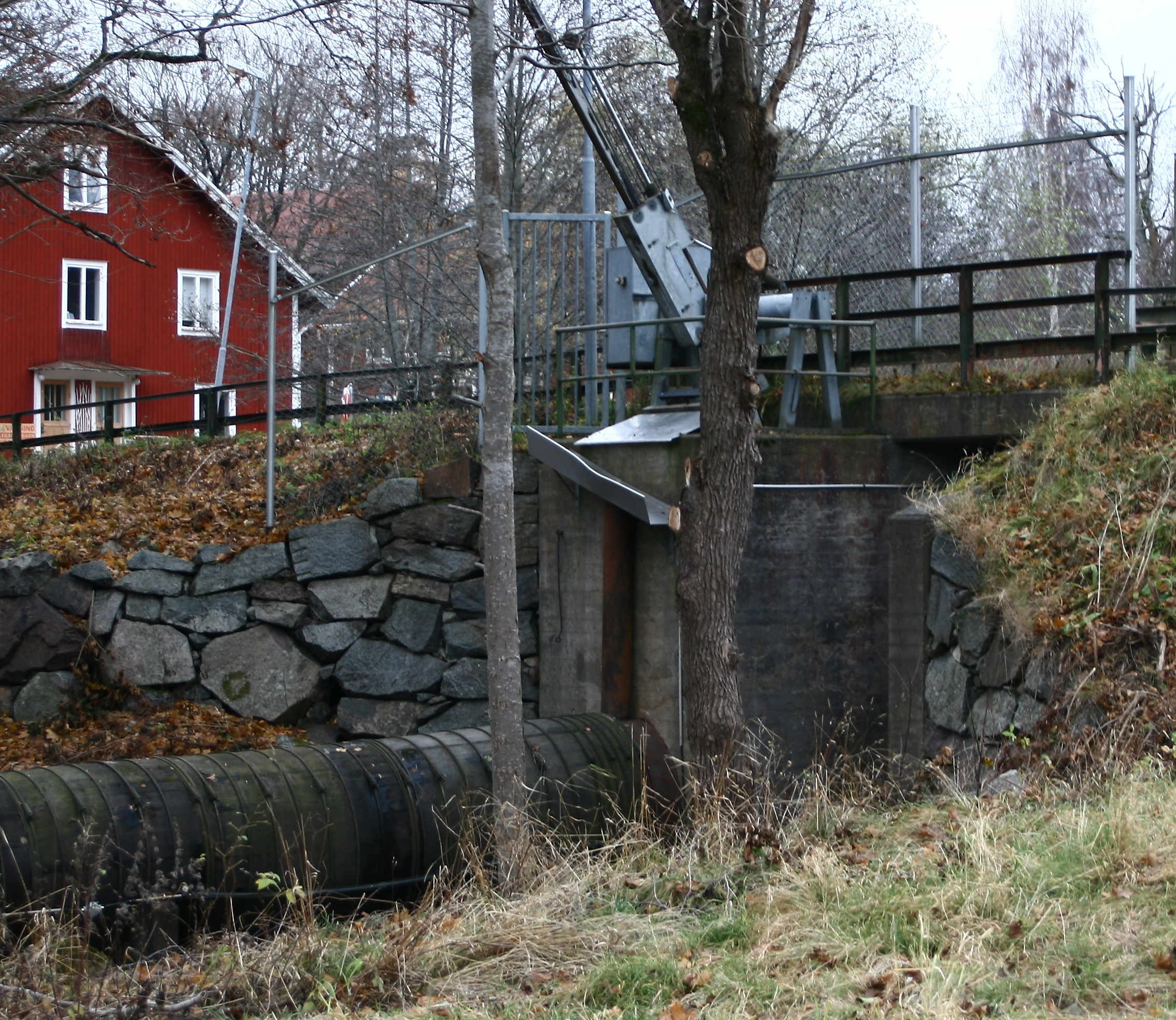
Vattnet från dammluckorna leds in i en trätub.

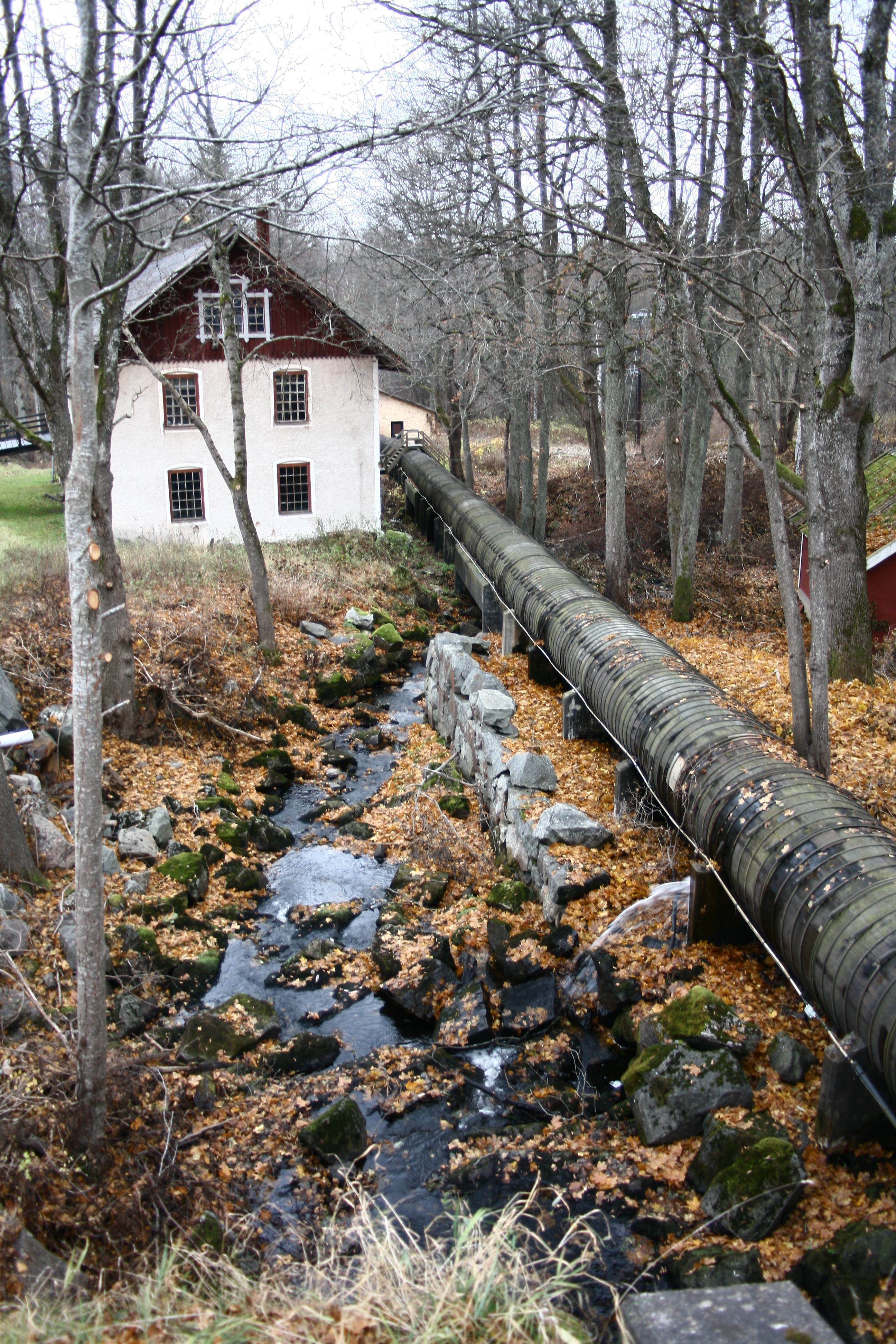
Tuben löper vid sidan av den gamla strömfåran, förbi den gamla handsmedjan.

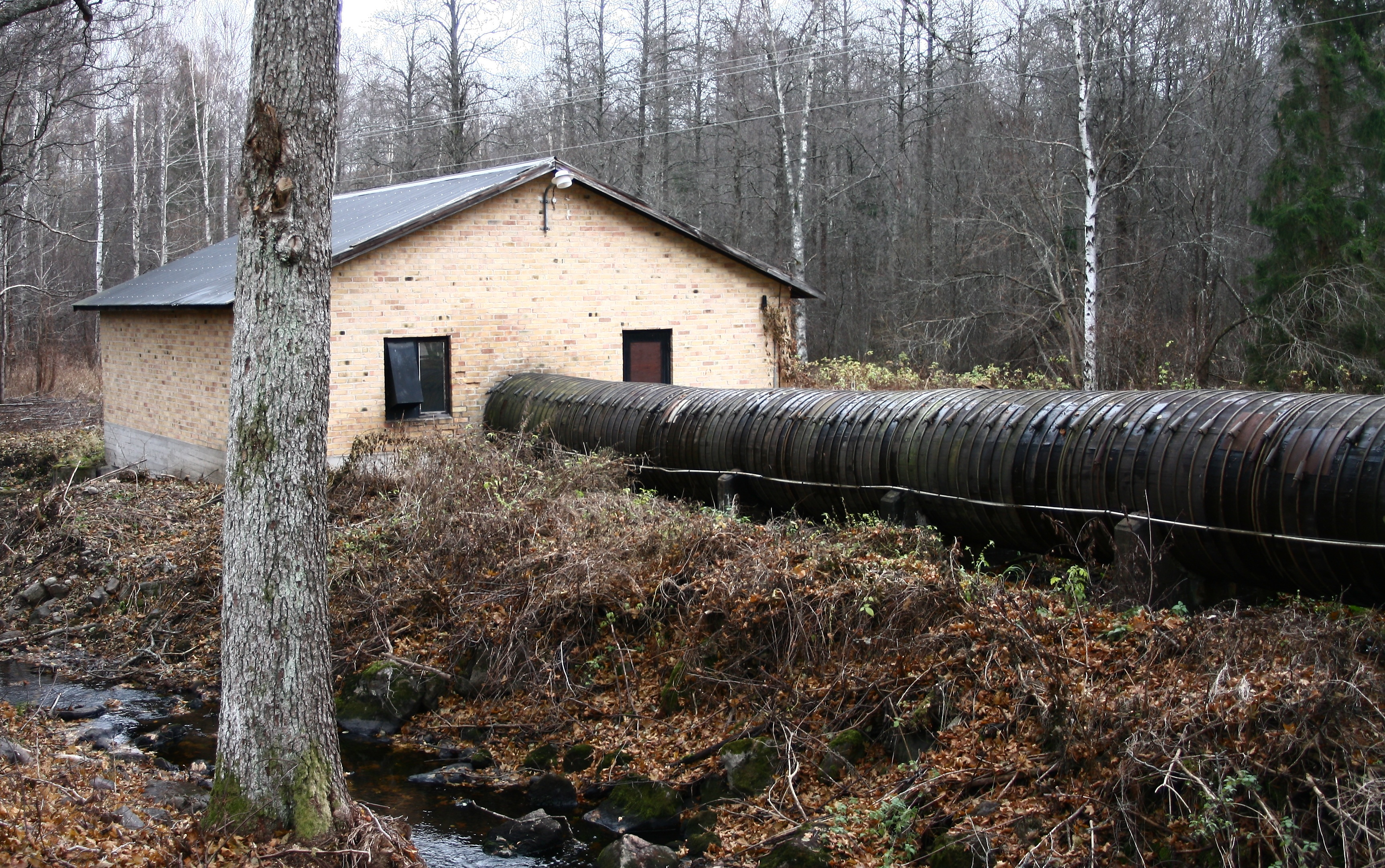
Vattnet leds igenom en kraftstation med elektrisk generator.

Vattenkraftens historia går relativt långt till sträcker sig drygt 2 000 år tillbaka. Genom  framförallt den andra industriella revolutionen och olika upptäckter kring framställning, distribution och användning av elektricitet fick den med början under 1800-talet en ökad betydelse. I många länder står vattenkraft för en betydande del av deras elförsörjning

## Tidig historia
Även om termen vattenkraft idag oftast avser elproduktion så är vattenkraft i vid mening alla former av nyttigt arbete där energin fås från vatten i rörelse. De första vattenkraftverken fanns i Kina och Sydamerika för omkring 2 000 år sedan där den användes för att mala säd. Åtminstone på 1100-talet utnyttjades vattenkraften i Sverige för att ta vara på skog och malm. Omkring år 1200 byggdes de första vattenkraftsanläggningarna i Norden. I nästan 700 år har vattenkraften utnyttjas i Norden, länge som ett vattenregal
Skvalthjul kom ungefär år 1250. Skvalthjulet kallas även horisontellt vattenhjul. Det är den enklaste och tidigaste typen av vattenhjul. I Sverige har skvalthjul använts sedan medeltiden för malning av säd i så kallade skvaltkvarnar. Det finns två former av horisontella vattenhjul, dels med raksnedställda skolvar och dels med en krans av skedformade skolvar. Den sistnämnda varianten var vanlig i södra Europa men var ovanlig i Norden. Den moderna varianten av vattenturbiner kan man betrakta som en vidareutveckling av det horisontella vattenhjulet. Under senare medeltiden och nya tiden så kom det horisontella vattenhjulet att utvecklas. En mängd försök att utveckla det horisontella vattenhjulet gjordes även under 1700-talet och början av 1800-talet. I Frankrike utfäste 1826 Sociéte d'Ecouragement pour l'industrie Nationale ett pris värt 6000 franc till den som kunde konstruera ett horisontellt vattenhjul med skedformade skovlar som uppfyllde vissa krav, bland annat på verkningsgrad. Det vinnande inslaget lämnade den unge ingenjören Benoît Fourneyron. Hans konstruktion Fourneyronturbinen räknas som den första praktiskt användbara vattenturbinen. Ett skvalthjul fungerar så att vatten leds fram till en pinne med skovlar som står över ett vattendrag. Det rinnande vattnet gör så att hjulet börjar rotera och via axlar och kugghjul  drivs kvarnen så att man kan mala sin säd. 
Problemet med skvaltkvarnarna var att man var tvungen att ha vattenkraftverket nära vattnet. Energin kunde inte transporteras längre än till själva vattenkvarnen. Nästa steg i utvecklingen var att kunna leda kraften längre. Svensken Kristoffer Polhem (1661-1751) gjorde en konstruktion som gjorde det möjligt att transportera vattnets rörelse någon kilometer från forsen. Hans konstruktion var enkel men genialisk. Den gick ut på att långa rörliga stänger kopplades till ett vattenkraftverk, så att vattnets rörelser kunde transporteras någon kilometer. Kristoffer Polhem kallade sin uppfinning för stånggång. Men den hade brister. Den utsattes för stora påfrestningar så att den krävde mycket underhåll. Stånggången blev utkonkurrerad av ångmaskinen då den kom till användning i gruvhanteringen.[källa behövs]

## Elproduktion och industrialism
I slutet av 1800-talet fick vattenenergin ett rejält uppsving. Då kunde el produceras till industrier och bostäder med hjälp av vattenturbiner, som är betydligt effektivare än vattenhjulet. En turbin ersatte skovelhjulet så att energin kunde ledas till en generator så att energin omvandlades till elektrisk energi.  
Francisturbin (horisontell turbin) 1838-?. År 1826 lade fransmannen Jean Victor Poncelet fram ett förslag om en vattenturbin där vattnet strömmar in och ut radiellt. Poncelet kom dock aldrig att förverkliga sin idé. Samuel B Howd kom att bygga det första praktiskt användbara turbinen av det här slaget. Han fick patent på det 1838. Det stora genombrottet för den här turbintypen kom med James B. Francis utvecklingsarbete. Francis lyckades konstruera en turbin med mycket bättre prestanda än Howds. James B. Francis (1815-1892) var född i England men vid 18 års ålder utvandrade han till USA. Han kom att bosätta sig i staden Lowell i delstaten Massachusetts. 
Staden Lowell är belägen där floderna Concorde och Merrimac förenas, var ett centrum för Amerikas textilier och vattenkraft utnyttjades i stor skala. Lowell brukade även kallas för "Amerikas Manchester". Francis började sin karriär som järnvägsbyggare men efter några år blev han chefsingenjör vid Lowell Manufactering company, där han fick i uppdrag att planera vattenkraftsutbyggnaden i området. Det var det här arbete som ledde honom in på området om konstruktioner av vattenturbiner. Farcis utförde under 1840-talet flera experiment där han jämförde prestandan mellan Fourneyronturbinen och sin egen konstruktion. I Fourneyronturbinen strömmar vattnet inifrån och utåt. Francis publicerade sina resultat i boken "Lowell Hydraulic Experiments" år 1855. Boken kom att ha stor betydelse för den fortsatta utvecklingen av vattenturbiner. I sin ursprungliga form kom Francisturbinen att användas i begränsad utsträckning. Efter år 1860 kom turbintypen att utvecklas och modifieras. Engelsmannen James Thomson gjorde betydelsefulla förändringar av Francis turbin. Thomson förI Sverige uppmärksammade Qvist & Gjers ingenjörsbyrå i Arboga francisturbinen under 1880-talet. Francisturbinen blev deras huvudtyp av turbiner. Firman var ledande på vattenturbiner under 1880-talet. I sina huvuddrag var turbinen färdigutvecklad vid sekelskiftet. Idag är francisturbinen den vanligaste turbintypen och den används av vattenkraftverk över hela världen.[källa behövs]
Fram till 1879 hade vattenhjul endast drivit sågverk, smeder och kvarnar. Men det året byggdes det första fullt fungerande vattenkraftverket i USA. Syftet med vattenkraftverket var att lysa upp Niagarafallen. Detta med hjälp av lampor som drevs av ett vattenhjul och dynamo. Samma år togs det första svenska vattenkraftverket I bruk. Detta låg i Rydal vid Viskan i Västergötland.
Den första vattendrivna elgeneratorn kom till Sverige 1882. Det var ett spinneri (Rydahls Manufaktur AB) i Västergötland som på så sätt fick elbelysning. Efter det har utvecklingen gått fort. Sverige var det första landet i Europa som fick elektricitet. Härnösand fick som en av de första städerna i Europa gatubelysning år 1885. Tack vare vattenkraften var Sverige det första landet i världen som fick eldrivna tåg. 

## Utveckling under 1900- och 2000-talen
Under 1990-talet utvecklade ABB (Asea Brown Boveri) en ny typ av generator, Powerformer, som skulle leverera högspänd ström direkt till nätet utan transformator. Detta skulle resultera i minskade effektförluster, men projektet lades ner efter tekniska svårigheter.[källa behövs]
Sverige hade 2018 ungefär 2 000 vattenkraftverk. I början av 2020-talet stod vattenkraften för ungefär hälften av Sveriges elproduktion.